# Arnold Streit

Arnold Streit als Amtshauptmann der Amtshauptmannschaft Dresden-Altstadt, um 1910

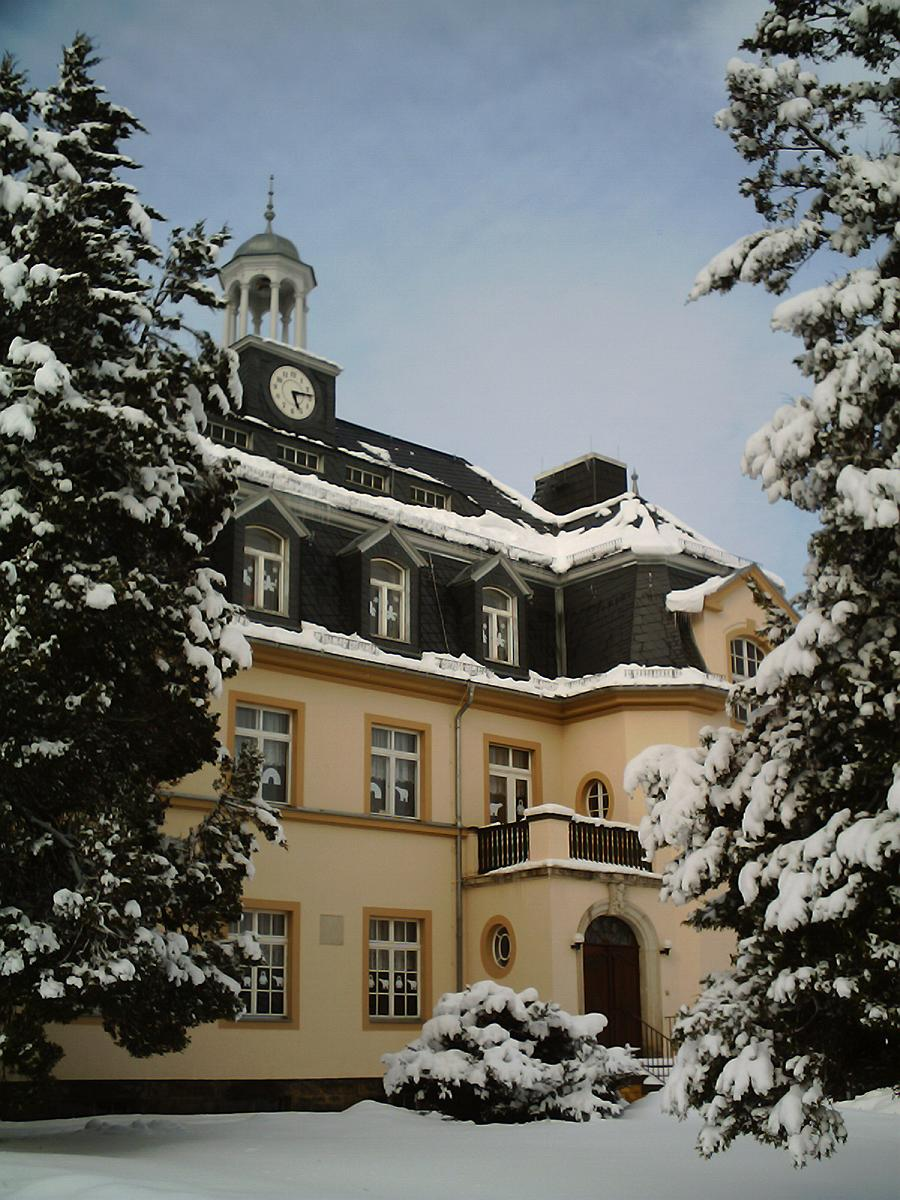
Grundschule „Bernhard Hantzsch“, ehemaliges Dr. Streit-Erholungsheim für schulpflichtige Kinder (1913–1945) in Kurort Hartha

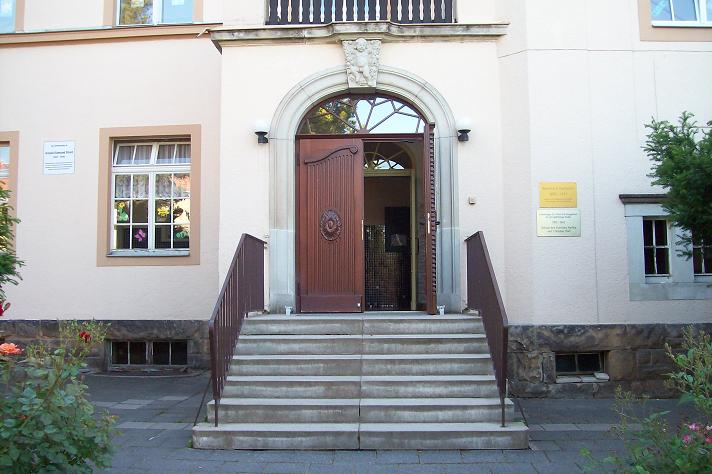
Gedenktafeln für Arnold Streit links und rechts des Haupteingangs zur Grundschule „Bernhard Hantzsch“ in Kurort Hartha

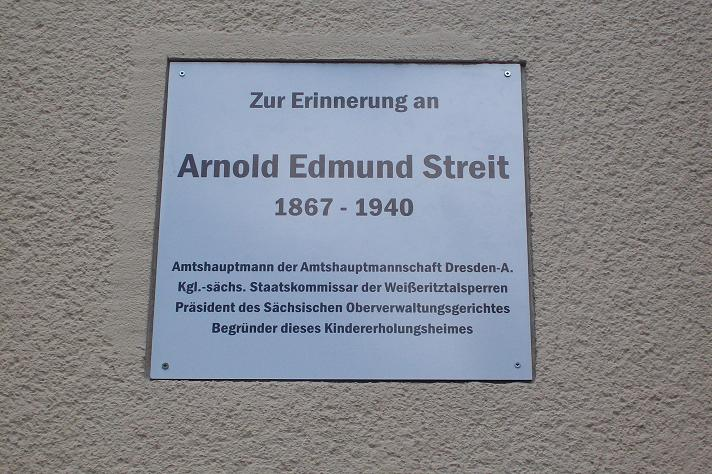
Text der am 21. Juni 2013 angebrachten Gedenktafel für Arnold Streit an der Grundschule „Bernhard Hantzsch“ in Kurort Hartha

Arnold Edmund Streit (* 10. Mai 1867 in Chemnitz; † 21. Juni 1940 in Dresden) war ein deutscher Verwaltungsjurist und sächsischer Staatsbeamter, der vor allem als Amtshauptmann der Amtshauptmannschaft Dresden-Altstadt und Präsident des Sächsischen Oberverwaltungsgerichts Bedeutung erlangte.

## Familie und Schulzeit
Arnold Edmund Streit war ein Sohn des Kaufmanns Edmund Wilhelm Streit und dessen Ehefrau Malwine Franziska Streit geb. Glöckner. Er hatte eine Schwester und drei ältere Brüder: Gustav Streit (Pfarrer in Eula bei Nossen), Conrad Streit (Generaloberarzt in Dresden) und Felix Streit (Oberstudienrat in Plauen). Seine Großväter, Carl August Wilhelm Streit (Hofadvokat und Syndikus in Ronneburg) und Carl Gustav Glöckner (Geheimer Finanzrat in Dresden) waren ebenfalls Juristen.
Ab 1871 lebte die Familie in Tharandt, wo sein Vater seinen Ruhestand verbrachte und bereits 1874 starb. Dort wurde Streit ab 1873 im ersten Jahrgang am Knabeninstitut des Kantors und Lehrers Carl Friedrich August Heyne (1824–1902) auf die Fürstenschule St. Afra in Meißen vorbereitet, die er, wie vorher schon seine Brüder, von 1881 bis 1887 besuchte und mit dem Reifezeugnis verließ.
Nach dem Militärdienst in den Infanterie-Regimentern Nr. 107 und Nr. 102, zuletzt als Hauptmann der Reserve, studierte er von 1887 bis 1891 Rechtswissenschaften an der Universität Leipzig und wurde dort 1892 zum Dr. iur. promoviert. Während seines Studiums wurde er 1887 Mitglied der Turnerschaft (seit 1907 Burschenschaft) Normannia zu Leipzig, der er sein Leben lang als Alter Herr verbunden blieb.
1903 heiratete er Johanna geb. Bleyl, die bereits 1916 starb. Die Familie seines einzigen Sohnes Wolfgang Streit (1932 zur Amtshauptmannschaft Annaberg abgeordnet und zuletzt Präsident am Verwaltungsgericht Köln) mit fünf Enkeln wurde in Dresden-Johannstadt ausgebombt und verließ Dresden nach dem Zweiten Weltkrieg 1946 über Röthenbach bei Dippoldiswalde in den Westen Deutschlands.

## Beruf
Nach dem bestandenen ersten Staatsexamen leistete Arnold Streit seinen Vorbereitungsdienst als Referendar beim Amtsgericht Wurzen und beim Amtsgericht Johanngeorgenstadt, beim Landwirtschaftlichen Kreditverein im Königreich Sachsen in Dresden und beim Landgericht Dresden sowie ab 1894 in der inneren Verwaltung der Polizeidirektion Dresden. Nach dem zweiten Staatsexamen arbeitete er von 1896 bis 1903, zuletzt als Regierungsrat, bei der Amtshauptmannschaft Kamenz und der Amtshauptmannschaft Dresden-Altstadt. 1904 wechselte er in das Königliche Ministerium des Innern und wurde im Rang eines Oberregierungsrats 1909 Amtshauptmann der Amtshauptmannschaft Dresden-Altstadt. 
Ab 1917 arbeitete er im Rang eines Geheimen Regierungsrats als Vortragender Rat im sächsischen Ministerium des Innern und war Mitglied der Prüfungskommission für den höheren Verwaltungsdienst. Ab 1923 war er Senatspräsident und von 1929 bis 1932 Präsident des Sächsischen Oberverwaltungsgerichts in Dresden. 

## Ehrenamt
Arnold Streit wirkte mehrere Jahre im Kirchenvorstand der evangelischen Christuskirchgemeinde Dresden-Strehlen und war zuletzt Vorsitzender des Direktoriums im Albertverein der Landfrauen des Deutschen Roten Kreuzes.

## Verdienste
Als Staatskommissar für die Weißeritz-Talsperren wirkte er an der Errichtung der Talsperre Malter (1908–1913) und der Talsperre Klingenberg (1908–1914) mit.
1913/1914 ließ er von der Gemeinnützigen Stiftung der Amtshauptmannschaft Dresden-Altstadt das nach ihm benannte Dr. Streit-Erholungsheim für schulpflichtige Kinder in Hintergersdorf (heute: Kurort Hartha) errichten, das im Ersten Weltkrieg 1914–1918 als Vereinslazarett bzw. ab Februar 1945 kurzzeitig als Dresdner Landratsamt genutzt wurde und seit 1. Oktober 1945 als Schule dient. Eine Gedenktafel für Arnold Streit als Begründer des Kindererholungsheims wurde im Rahmen eines Festakts zum 100. Jahrestag am 21. Juni 2013 an der Grundschule „Bernhard Hantzsch“ in Kurort Hartha angebracht. Eine weitere Tafel weist schon seit 1995 auf das nach ihm benannte Kinderheim an der heutigen Grundschule hin.
1923 wurde die von ihm verfasste erste Sächsische Gemeindeordnung vom Sächsischen Landtag als Gesetz angenommen, über die er an der Beamtenakademie in Dresden ab 1924 Vorlesungen hielt und ein Erläuterungsbuch herausgab.

## Auszeichnungen
Arnold Streit erhielt zahlreiche Auszeichnungen, wie den sächsischen Albrechts-Orden mit der Krone, das Eiserne Kreuz am weiß-schwarzen Band und das Ehrenzeichen I. Klasse des Deutschen Roten Kreuzes.

## Schriften
- Die Bestechung nach dem Strafgesetzbuch für das Deutsche Reich. Dissertation, Universität Leipzig, 1892.
- Kommentar zur sächsischen Gemeindeordnung. Roßberg’sche Verlagsbuchhandlung, Leipzig 1924.